# Ipomoea trifida
Ipomoea trifida es una especie fanerógama de la familia Convolvulaceae.

## Clasificación y descripción de la especie
Enredadera herbácea, voluble, anual; tallo ramificado, glabro o piloso; hoja ovada, subtrilobada o trilobada, de 2.4 a 9.5 cm de largo, de 2 a 5.7 cm de ancho, ápice obtuso a acuminado; inflorescencias con 1 a 9(15) flores; sépalos desiguales, elípticos o estrechamente elípticos, de 7 a 10 mm de largo, apiculados, escariosos, los exteriores más cortos que los interiores, frecuentemente ciliados, glabros o pilosos; corola infundibuliforme, de 2.2 a 3.8 cm de largo, de color lila a violácea, tubo más pálido en el exterior; el fruto es una cápsula subglobosa, de 4 a 6 mm de alto, bilocular, con 4 semillas, subglobosas o triquetras, de 3 a 4 mm de largo, glabras, brillantes.

## Distribución de la especie
Esta especie se distribuye desde el noroeste y este de México, en la Depresión del Balsas, las partes bajas de la Sierra Madre del Sur y la costa, en los estados de 
Sinaloa, San Luis Potosí, Querétaro, Nayarit, Jalisco, Colima, Michoacán, México, Morelos, Puebla, Veracruz, Guerrero, Oaxaca, Tabasco y Chiapas; hasta las Antillas y Sudamérica, en Brasil. En El Salvador se encuentra en los departamentos centrales y occidentales.

## Nombres comunes
En El Salvador, según el doctor Sixto Alberto Padilla de Ahuachapán, es conocida como Quiebra cajete.

## Ambiente terrestre
Se desarrolla en zonas perturbadas con bosque tropical caducifolio y en algunas ocasiones en encinares. Se ha registrado en altitudes que oscilan entre el nivel del mar y 1500 m y florece de septiembre a diciembre.

## Estado de conservación
No se encuentra bajo ningún estatus de protección.